# PlayStation Mobile (программное обеспечение)
PlayStation Mobile (ранее PlayStation Suite) - программное обеспечение для разработчиков, позволяющее разрабатывать и размещать созданные пользовательские приложения на сертифицированные устройства PlayStation. В настоящее время поддерживается Android 2.3 и выше, PlayStation Vita, PlayStation TV и другое оборудование, поддерживающее систему. Программное обеспечение будет мультиплатформенным и кросс-аппаратным. PlayStation Mobile базируется на платформе Mono.

## Игры
Игры, написанные в среде PlayStation Mobile, будут размещены в PlayStation Store, из которого потом игроки смогут загрузить их на свои устройства. Управлять играми можно как сенсорным экраном, так и физическими органами управления (например, на PlayStation Vita или Sony Ericsson Xperia Play).

## Сертификация PlayStation Mobile
Чтобы правильно запустить контент PlayStation Mobile, компания Sony создала устройства, сертифицированные под систему PlayStation Mobile. Первым таким устройством стал Sony Ericsson Xperia Play, позже платформы PS Vita, Sony Ericsson Xperia Arc, Acro, S, Ion и Sony Tablet также стали сертифицированными. Из устройств, производимых не компанией Sony, первым завесу ПО PlayStation Mobile приоткрыла компания НТС.
На конференции Gamescom 2012 Sony анонсировали, что WikiPad и компания ASUS станут в списке сертификата. На Tokyo Game Show 2012 объявлено, что объединение Fujitsu и Sharp будут партнерами компании Sony.